# کولوایلر
کولوایلر (به آلمانی: Kollweiler) یک شهر در آلمان است که در کایزرسلاوترن واقع شده‌است. کولوایلر ۴۱۹ نفر جمعیت دارد.